# Dorothee Freudenberg
Dorothee Freudenberg (* 15. Februar 1952 in Mannheim) ist eine deutsche Politikerin (Grün-Alternative Liste, GAL) und ehemaliges Mitglied der Hamburgischen Bürgerschaft.

## Leben
Freudenberg ist geschieden und hat zwei Kinder. Nach dem Abitur folgte ein sechsmonatiger Aufenthalt in Israel. Anschließend studierte sie Medizin. 1980 zog sie nach Hamburg. Sie ist promovierte Fachärztin für Psychiatrie. Die Facharztprüfung absolvierte sie 1994.
Als Familienmitglied war sie bis Mai 2016 Vorsitzende des Kuratoriums der Freudenberg-Stiftung.
Dorothee Freudenberg gehört dem Hamburger Spendenparlament an.
Heute lebt sie in Frankfurt am Main.

## Politik
Freudenberg war von 1979 bis 1991 Mitglied der SPD, für die sie jedoch kein Mandat oder öffentliches Amt ausübte. Sie trat 1993 der GAL bei. Mitglied des Landesvorstands war sie von 1993 bis 1995. Von 2004 bis 2007 war sie Vorstandssprecherin des GAL-Kreisverbandes Hamburg-Altona.
Von Januar 1996 bis März 2004 war sie Mitglied der Bürgerschaft der Freien und Hansestadt Hamburg. In ihrer letzten Wahlperiode als Landtagsabgeordnete war sie Mitglied des Gesundheits- und des Sozialausschusses.

## Werke
- Dorothee Freudenberg-Hübner und Erhard Roy Wiehn (Hrsg.): Abgeschoben: jüdische Schicksale aus Freiburg 1940-1942; Briefe der Geschwister Liefmann aus Gurs und Morlaas an Adolf Freudenberg in Genf. Konstanz: Hartung-Gorre 1993 (Schriften zur Schoáh und Judaica) ISBN 3-89191-665-5
- Dorothee Freudenberg-Hübner: Zur Epidemiologie der Anorexia nervosa: eine Untersuchung Hamburger Schülerinnen, Universität Hamburg, Dissertation, 1985.